# Cambarus aculabrum
Cambarus aculabrum är en kräftdjursart som beskrevs av Hobbs och Brown 1987. Cambarus aculabrum ingår i släktet Cambarus och familjen Cambaridae. IUCN kategoriserar arten globalt som akut hotad. Inga underarter finns listade i Catalogue of Life.